# Pattijoki kyrkby

Karta utvisande den nutida kommunen Brahestad och förutvarande kommuners gränser.

Pattijoki kyrkby (finska: Pattijoen kirkonkylä) är en stadsdel och före detta tätort i Brahestads stad (kommun) i landskapet Norra Österbotten i Finland. Före 1990 utgjorde Pattijoki kyrkby en egen tätort belägen i dåvarande Pattijoki kommun men ingår sedan dess i Brahestads centraltätort. Pattijoki kommun inkorporerades i Brahestad 1 januari 2003.
I stadsdelen ligger Pattijoki kyrka. Öster om stadsdelen ligger Raahe-Pattijoki flygfält.

## Befolkningsutveckling
| Befolkningsutvecklingen i Pattijoki kyrkby 1960–1985                                                    | Befolkningsutvecklingen i Pattijoki kyrkby 1960–1985 | Befolkningsutvecklingen i Pattijoki kyrkby 1960–1985 | Befolkningsutvecklingen i Pattijoki kyrkby 1960–1985 | Befolkningsutvecklingen i Pattijoki kyrkby 1960–1985 |
| --- | ---------------------------------------------------- | ---------------------------------------------------- | ---------------------------------------------------- | ---------------------------------------------------- |
| |                                                      |                                                      |                                                      |                                                      |
| År |                                                      |                                                      | Folkmängd                                            | Landareal (km²)                                      |
| 1960 | 1960                                                 |                                                      | 904                                                  | 8,45                                                 |
| 1970 | 1970                                                 |                                                      | 1 820                                                | 8,45                                                 |
| 1980 | 1980                                                 |                                                      | 3 593                                                | 13,2                                                 |
| 1985 | 1985                                                 |                                                      | 4 024                                                |                                                      |
| Anm.: Tätorten i rapporterna benämnd Kyrkby (Pattijoki). 1990 sammanvuxen med Brahestads centraltätort. |                                                      |                                                      |                                                      |                                                      |